# Некрасов, Дмитрий Тимофеевич
Дмитрий Тимофеевич Некрасов — советский хозяйственный, государственный и политический деятель, Герой Социалистического Труда.

## Биография
Родился в 1919 году в деревне Ожгиха Камышловского уезда. Член КПСС.
Красноармеец, участник Великой Отечественной войны в составе 1-й и 2-й ОМСДОН ВВ НКВД. С 1946 года — на хозяйственной, общественной и политической работе. В 1946—1979 гг. — организатор сельскохозяйственного производства на Западной Украине, инструктор Бережанского райкома КП Украины, председатель колхоза «Дружба» Бережанского района Тернопольской области.
Указом Президиума Верховного Совета СССР от 8 апреля 1971 года присвоено звание Героя Социалистического Труда с вручением ордена Ленина и золотой медали «Серп и Молот».
Умер после 1985 года.

## Награды и звания
- Герой Социалистического Труда (08.04.1971).
- орден Ленина (26.02.1958, 08.04.1971)
- орден Октябрьской Революции (24.12.1976)
- орден Отечественной войны I степени (1985)
- орден Трудового Красного Знамени (31.12.1965)